# Japan Open de 2009
O Japan Open de 2009 foi a oitava edição do Japan Open, um evento anual de patinação artística no gelo organizado pela Federação Japonesa de Patinação. A competição foi disputada no dia 3 de outubro, na cidade de Saitama, Japão.

## Eventos
- Equipes (Individual masculino + Individual feminino)

## Medalhistas
| Evento           | Ouro                                                                        | Prata                                                                                | Bronze                                                             |
| Equipes detalhes | Stephane Lambiel Samuel Contesti Jelena Glebova Laura Lepisto Equipe Europa | Jeffrey Buttle Jeremy Abbott Beatrisa Liang Joannie Rochette Equipe América do Norte | Takahiko Kozuka Takeshi Honda Mao Asada Yukari Nakano Equipe Japão |

## Resultados

### Individual masculino
| Pos. | Nome             | Nacionalidade  | Pontos |
| ---- | ---------------- | -------------- | ------ |
| 1    | Stephane Lambiel | Suíça          | 150.52 |
| 2    | Jeffrey Buttle   | Canadá         | 142.26 |
| 3    | Jeremy Abbott    | Estados Unidos | 132.87 |
| 4    | Takahiko Kozuka  | Japão          | 130.13 |
| 5    | Samuel Contesti  | Itália         | 117.49 |
| 6    | Takeshi Honda    | Japão          | 109.58 |

### Individual feminino
| Pos. | Nome             | Nacionalidade  | Pontos |
| ---- | ---------------- | -------------- | ------ |
| 1    | Joannie Rochette | Canadá         | 126.39 |
| 2    | Laura Lepistö    | Finlândia      | 110.86 |
| 3    | Mao Asada        | Japão          | 102.94 |
| 4    | Yukari Nakano    | Japão          | 91.52  |
| 5    | Jelena Glebova   | Estônia        | 85.16  |
| 6    | Beatrisa Liang   | Estados Unidos | 62.38  |

### Final
| Pos.              | Nome                    | Pontos |
| ----------------- | ----------------------- | ------ |
| Medalha de ouro   | Equipe Europa           | 464.03 |
| Medalha de prata  | Equipe América do Norte | 463.90 |
| Medalha de bronze | Equipe Japão            | 434.17 |